# Cheilosia limbicornis
Cheilosia limbicornis es una especie de sírfido. Es endémica de la España peninsular.